# Aegires sublaevis
Aegires sublaevis Odhner, 1932 è un mollusco nudibranchio della famiglia Aegiridae.

## Biologia
Si nutre della spugna Clathrina clathrus.